# Arp
arp（アープ）は日本の音楽ユニットである。1998年結成。2003年ZOMBA RECORDS（BMG JAPANを経て現在アリオラジャパン）よりデビュー。ユニット名の由来はインターネット用語のAddress Resolution Protocolの略から。2010年3月解散。

## メンバー
- 濱田貴司（はまだたかし）ピアノ・作曲・編曲
- 大宮あん朱（おおみやあんず）ボーカル・作詞

## ディスコグラフィー

### シングル
1. Reborn/桜（2003年3月5日）期間限定盤
  - DISC1

  1. Reborn[4:33]
作詞：大宮あん朱・濱田貴司／作曲：濱田貴司／編曲：権藤知彦・濱田貴司
フジテレビ系ドラマ「P&Gパンテーンドラマスペシャル『冬空に月は輝く』」テーマソング
  2. 沈黙と青い空[5:07]
作詞：大宮あん朱／作曲：濱田貴司／編曲：権藤知彦・濱田貴司
  3. Reborn-PostProduction Mistuo Suzuki Mix
  4. Good Night[4:50]
作詞：大宮あん朱／作曲：濱田貴司・CMJK／編曲：濱田貴司

  - DISC2

  1. 桜[4:55]
作詞：大宮あん朱／作曲：濱田貴司／編曲：岸利至・濱田貴司
フジテレビ『B.C.ビューティー・コロシアム』2003年4月-9月エンディングテーマ曲（9月26日のレギュラー放送最終回以外）
  2. 桜-piano ver.[6:00]
編曲：沢田完
2. Reborn/桜（2003年9月25日）オリコン67位
  1. Reborn[4:33]
  2. 沈黙と青い空[5:07]
  3. Good Night[4:50]
  4. 桜[4:55]
3. まぶた（2003年9月25日）オリコン100位
作詞：anzu Omiya／作曲：takashi hamada
  1. まぶた[5:00]
編曲：takashi hamada・kan sawada
  2. Nevermore[4:24]
編曲：takashi hamada・kan sawada
  3. 夕立[3:36]
編曲：takashi hamada
  4. まぶた (less vocal)[4:57]
4. キラリ（2005年3月16日）オリコン141位
作詞：anzu Omiya／作曲：takashi hamada
  1. キラリ[4:28]
編曲：Jun Abe・takashi hamada
映画「いぬのえいが」主題歌
  2. あなたに逢えて…[4:45]
編曲：Nobuyuki Shimizu
  3. ウレシ泣キ[4:40]
編曲：takashi hamada
さくらんぼテレビ 2005イメージソング
5. 満月（2005年10月26日）オリコン172位
  1. 満月[4:22]
作詞：大宮あん朱／作曲：濱田貴司／編曲：清水信之
NTV系「汐留☆イベント部」11月エンディング・テーマ
  2. 風が吹いてた[6:21]
作詞：大宮あん朱／作曲：松本俊明／編曲：西脇辰弥
  3. Reborn (Life Palette Version)[4:32]
作詞：大宮あん朱／作曲：濱田貴司／編曲：権藤知彦・濱田貴司
  4. 満月 (Instrumental)[4:21]

### アルバム
1. Everything is Beautiful（2004年2月25日）オリコン164位
作詞：anzu Omiya／作曲：takashi hamada
  1. ウレシ泣キ[4:41]
編曲：Takashi Hamada
  2. Reborn[4:30]
編曲：Tomohiko Gondo・Takashi Hamada
  3. まぶた[4:57]
編曲：Takashi Hamada・Kan Sawada
  4. 桜[4:54]
編曲：Toshiyuki Kishi
  5. 優しくなりたい[4:50]
編曲：Takashi Hamada／編曲：Kan Sawada
  6. 愛をしよう[4:18]
編曲：Kan Sawada・Takashi Hamada
  7. Shiver[3:44]
編曲：Takashi Hamada
  8. 反動[5:02]
編曲：Takashi Hamada・Nobuhiko Nakayama
  9. 桜 ～Piano version～[6:00]
編曲：Kan Sawada
  10. Everything is beautiful[5:16]
編曲：Takashi Hamada
2. Life Palette（2005年11月16日）オリコン263位
作詞：大宮あん朱
  1. 満月[4:20]
作曲：濱田貴司／編曲：清水信之
  2. あなたに逢えて…[4:44]
作曲：濱田貴司／編曲：清水信之
  3. キラリ[4:26]
作曲：濱田貴司／編曲：安部潤・濱田貴司
  4. 風が吹いてた[6:21]
作曲：松本俊明／編曲：西脇辰弥
  5. 恋煩い[3:54]
作曲：松本俊明／編曲：河野伸
  6. Starlight Stardust[5:09]
作曲：濱田貴司／編曲：河野伸
  7. My Love is Here[3:34]
作曲・編曲：濱田貴司
  8. アルペジオ[4:27]
作曲・編曲：濱田貴司
  9. ウレシ泣キ (Life Palette Version)[4:38]
作曲・編曲：濱田貴司
  10. Gift for you[5:02]
作曲：山沢大洋／編曲：武藤星児
3. >Redirect（2008年1月27日）限定盤　＊HMV独占販売商品
作詞：大宮あん朱／作曲：濱田貴司
  1. 金木犀[3:52]
編曲：濱田貴司
  2. No Eternity[4:32]
編曲：菅原弘明・濱田貴司
  3. 横顔[4:35]
編曲：菅原弘明・濱田貴司
  4. わたしのこえ[4:43]
編曲：菅原弘明・濱田貴司
  5. おやすみなさい[2:57]
編曲：濱田貴司
4. arp（2008年4月23日）
作詞：大宮あん朱／作曲：濱田貴司／編曲：菅原弘明・濱田貴司
  1. わたしのこえ[4:41]
  2. YES[5:13]
  3. 飾リハ捨テテ[3:54]
  4. irony[4:21]
  5. うそつき[4:57]
  6. over[4:13]
  7. 金木犀[3:50]
  8. PROUD[4:03]
  9. さよなら、さよなら、[5:08]
  10. それでいいの?[3:59]
  11. シャッター[4:08]
  12. 光のさすほうへ[3:58]
5. いっしょ（2009年4月30日）
  1. きみは世界一[4:18]作曲：濱田貴司
作詞：大宮あん朱・松本有加／編曲：菅原弘明・濱田貴司
  2. ここから[5:55]
作詞：大宮あん朱／編曲：濱田貴司
  3. ねがい[4:45]
作詞：松本有加／編曲：菅原弘明
  4. 船の銀河[5:01]
作詞：大宮あん朱／編曲：濱田貴司
  5. この空の下で[4:59]
作詞：大宮あん朱／編曲：濱田貴司
6. arp Best selection 1st season（2023年5月28日）20周年記念期間限定発売
  1. Reborn
  2. 桜
  3. 沈黙と青い空
  4. Everything is beautiful
  5. ウレシ泣キ
  6. 優しくなりたい
  7. まぶた
  8. 夕立
  9. 満月
  10. 反動
  11. 愛をしよう
  12. Nevermore
  13. Good night
  14. あなたに逢えて…
  15. キラリ
7. arp Best selection 2nd season（2023年5月28日）20周年記念期間限定発売
  1. 光のさすほうへ
  2. ここから
  3. 飾リハ捨テテ
  4. うそつき
  5. この空の下で
  6. over
  7. それでいいの?
  8. No Eternity
  9. ねがい
  10. 船の銀河
  11. さよなら、さよなら
  12. irony
  13. PROUD
  14. 横顔
  15. シャッター
  16. 金木犀
  17. わたしのこえ